# Halaikivți, Murovani Kurîlivți
Halaikivți (în ucraineană Галайківці) este localitatea de reședință a comunei Halaikivți din raionul Murovani Kurîlivți, regiunea Vinnița, Ucraina.

## Demografie
Componența lingvistică a localității Halaikivți
     Ucraineană (98,58%)
     Alte limbi (1,42%)
Conform recensământului din 2001, majoritatea populației localității Halaikivți era vorbitoare de ucraineană (98,58%), existând în minoritate și vorbitori de alte limbi.